# Stade Romeo-Menti (Castellammare)
 (avril 2025).
Cet article concerne le stade de la ville de Castellammare di Stabia. Pour celui de la ville de Vicence, voir stade Romeo-Menti.
Le stade Romeo-Menti de Castellammare di Stabia, dans la province de Naples, en Campanie, est l'un des trois stades italiens qui portent le nom de Romeo Menti, l'un des joueurs morts lors de la catastrophe aérienne de Superga en 1949.

## Histoire
Il est surnommé « stade San Marco » et se situe via Cosenza, 283 à Castellammare di Stabia. Il peut accueillir 12 800 spectateurs assis. Construit en 1984, il est baptisé Stadio Comunale Romeo Menti, en reprenant le nom d'une ancienne inscription commémorative, placée dans l'enceinte sportive. Il accueille les matchs à domicile de l'équipe de football du SS Juve Stabia et de l'équipe de rugby à XV des Wasps Stabia.